# Разнообразие лицензий
Разнообразие лицензий (англ. license proliferation — букв. «порождение (размножение) лицензий») — одна из «болезней» свободного и открытого ПО и свободного содержания. Проблема заключается в том, что у авторов всегда есть соблазн распространять свой код не под одной из широко используемых лицензий (например, BSD или GPL), а под более редкой, или даже составить совершенно новую, но тем не менее свободную лицензию для своего проекта. При этом из-за взаимоисключающих условий различных лицензий многие свободные лицензии оказываются несовместимыми друг с другом. Опрометчивый выбор лицензии приводит к сложностям: разработчики проекта и работ, производных от него, не могут использовать код, распространяемый под несовместимой лицензией, без дополнительного лицензионного договора с правообладателями. Одно из главных преимуществ свободных работ — возможность использования кода и других частей из других проектов — страдает из-за роста количества несовместимых лицензий.

## Борьба с разнообразием лицензий

### Google Code
Google предоставляет бесплатный хостинг Google Code для разработки свободного ПО, но жёстко ограничивает выбор лицензии. Хостинг Google Code позволяет размещать только проекты, использующие:
- Лицензию Apache 2;
- Лицензию BSD (современные варианты);
- GPL 2 или 3;
- LGPL;
- Mozilla Public License;
- Eclipse Public License;
- Лицензию MIT; или
- Лицензию Perl (Artistic License и GPL).

До августа 2008 года лицензии Mozilla и Eclipse были запрещены для использования на Google Code. По словам инженера Google, это решение было принято с целью борьбы с разнообразием лицензий и отменено в связи с популярностью двух этих документов. Mozilla Public License ранее уже использовалась в проектах на Google Code и в августе вновь была разрешена; лицензия Eclipse одобрена впервые.
Chris DiBona также привёл малую распространённость и отсутствие официального одобрения Open Source Initiative в качестве причины отсутствия в списке в августе 2008 года лицензии GNU Affero General Public License, с которой совместимы GPLv3 и оригинальная Affero GPL..

### OSI
Согласно решениям Open Source Initiative, свыше 70 различных лицензий можно официально считать открытыми. Такой подход подверг организацию критике; например, Марк Шаттлворт утверждает, что OSI ответственна за рост разнообразия лицензий, и теперь должна помочь ограничить разнообразие. В июле 2006 OSI опубликовала отчет комитета по разнообразию лицензий (Report of License Proliferation Committee) и выбрала 9 открытых лицензий, которые широко используются и за которыми стоят сильные сообщества. Однако в отчете OSI не решилась давать рекомендации по выбору лицензий.

### Фонд свободного ПО
Фонд свободного программного обеспечения рекомендует использовать только лицензии, совместимые с GNU GPL, и публикует список соответствующих лицензий на своем сайте. Согласно представителям Фонда свободного ПО, третья версия GPL более гибкая и более совместимая с другими лицензиями, чем предыдущие версии GPL, и следовательно, должна смягчить эффект разнообразия лицензий.